# Connac
Connac é uma comuna francesa na região administrativa de Occitânia, no departamento de Aveyron. Estende-se por uma área de 10,69 km². Em 2010 a comuna tinha 109 habitantes (densidade: 10,2 hab./km²).